# Chó săn chuột Valencia
Chó săn chuột Valencia hay Gos Rater Valencià là một giống chó có nguồn gốc ở Tây Ban Nha. Được công nhận bởi Real Sociedad Canina de España vào năm 2004, một con chó của giống này đã chiến thắng trong Chương Trình Chó Quốc gia Tây Ban Nha vào năm 2011. Nó là giống chó đuôi cộc truyền thống.

## Lịch sử
Chó săn chuột Valencia có nguồn gốc ở Valencia ở Tây Ban Nha, nơi nó có truyền thống được sử dụng để bắt chuột và các động vật gặm nhấm khác. Giống này được cho là đã tồn tại từ thế kỷ XVI. Có một số giả thuyết về nguồn gốc của giống chó, có thể là từ Chó sục cáo Anh.
Giống này được công nhận bởi Real Sociedad Canina de España (RSCE), câu lạc bộ chó quốc gia của Tây Ban Nha, kể từ năm 2004. Câu lạc bộ sử dụng cấu trúc được đặt ra bởi Liên minh nghiên cứu chó quốc tế (FCI), và đặt giống chó này vào Nhóm 3: Chó sục, và phân nhóm, Mục 1: Chó sục lớn và vừa. Tính đến ngày 31 tháng 12 năm 2010, đã có 523 chó săn chuột Valencia đăng ký với RSCE. Một con chó tên Kike de Ca Batiste đã giành giải vô địch chó quốc gia ở Tây Ban Nha vào tháng 11 năm 2011.

## Ngoại hình
Theo tiêu chuẩn giống, lông phải ngắn, không dài hơn 2 cm. Màu phổ biến là màu tam thể, màu sắc chủ yếu là màu trắng. Cùng với các mảng màu khác như đen và nâu vàng, nấu và trắng, nâu và nâu vàng. kích thước của những con chó này là 30–40 cm đối với con đực ở các vai, còn con cái là 29–38 cm. Kích thước lý tưởng là 36 cm và 33 cm tương ứng. Giống chó nặng 4–8 kg.

## Tập tính
Chó săn chuột Valancia tiếp tục được sử dụng trong săn bắn, đặc biệt cho thỏ.